# Marc van Uchelen
Marc van Uchelen (Baarn, 7 oktober 1970 – Amsterdam, 1 juni 2013) was een Nederlands (film)acteur, filmregisseur en filmproducent.

## Loopbaan
Als tiener had Van Uchelen een rol in de met een Oscar bekroonde film De aanslag (1986) naar de gelijknamige roman van Harry Mulisch. Verder speelde hij vijf keer in een film van Eddy Terstall, waarvan drie keer in een hoofdrol. 
Van Uchelen studeerde in 1996 af aan de Nederlandse Filmacademie in de richting regie/scenario fictie. In dat jaar studeerden ook andere bekenden uit de Nederlandse filmwereld af, zoals Lodewijk Crijns, Job ter Burg, Maria Ramos, Mischa Kamp en zijn vrienden Martin Koolhoven en Menno Westendorp. Samen met Fulco Lorenzo schreef en regisseerde hij de korte films Bloody Mary (1992) en Ventimiglia. Die eerste produceerde het duo ook. Hierna ging ieder zijn eigen weg en schreef en regisseerde Van Uchelen (op de filmacademie) Pisvingers (1995) en Buenos Aires, here we come (1996) . Beide korte films werden gedraaid in zwart-wit en hadden een ironische ondertoon. 
Na de filmacademie regisseerde Van Uchelen een aantal afleveringen van de komische televisieserie van Ruben van der Meer en Horace Cohen: Live opgenomen (1999), waarin hij zelf ook een aantal keer acteerde.  
De televisiefilms Novellen: Shit Happens (2002) en www.eenzaam.nl (2003), die hij wederom zowel schreef als regisseerde, volgden. Beiden zijn tragikomedies met Kees Hulst in de hoofdrol. Zijn laatste eigen werk was zijn bioscoopdebuut Webcam, een tragikomedie die hij in 2011 schreef en regisseerde. De hoofdrol werd vertolkt door Horace Cohen, met wie hij eerder Pisvingers! en Live Opgenomen maakte.
Van Uchelen was gehuwd met actrice Lies Visschedijk, met wie hij twee kinderen had. Hij maakte op 42-jarige leeftijd een einde aan zijn leven. Op 7 juni 2013 is hij begraven op Begraafplaats Sint Barbara Amsterdam.

## Filmografie

### Als acteur
- De aanslag (1986)
- Terug naar Oegstgeest (1987)
- Spelen of sterven (1990)
- Walhalla (1995)
- Hufters & hofdames (1996)
- Duister licht (ook wel: "Lolamoviola: Duister licht") (1997)
- Weekend (1998)
- Babylon (1998)
- Lolamoviola: Benidorm (1999)
- Rent a Friend (2000)
- Ernstige Delicten (2002)
- Afrekenen (2002)
- Gooische Vrouwen (2005)
- SEXtet: de nationale bedverhalen (2007)
- Wiel helpt mij nu Nog? (2007)
- Liefde, dank je wel (2008)
- Floor Faber (2009)
- De Nobelprijswinnaar (2010)
- Als je verliefd wordt (2012)
- Divorce (2012/2013)

### Regie
- Bloody Mary (1992)
- Ventimiglia en Pisvingers (1995)
- Buenos Aires, here we come (1996)

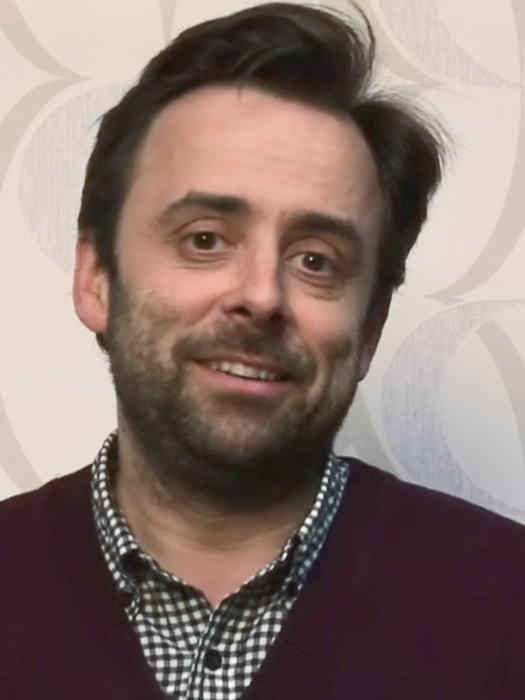
Regisseur van Webcam, Marc van Uchelen (Creative Media Production)

- Live opgenomen (1999) (televisieserie)
- Novellen: Shit Happens (2002) (televisiefilm)
- www.eenzaam.nl (2003) (televisiefilm)
- Webcam (2011)